# A Girl like Me (Rihanna)
A Girl like Me è il secondo album in studio della cantante barbadiana Rihanna, pubblicato il 21 aprile 2006 dall'etichetta discografica Def Jam Recordings.
Distribuito dopo meno di otto mesi dopo l'uscita di Music of the Sun, il disco ha venduto oltre 4 milioni di copie. Per la produzione Rihanna ha collaborato con Evan Rogers, Carl Sturken, Stargate e J.R. Rotem, mentre il musicista Ne-Yo ha composto il brano e secondo singolo estratto Unfaithful. Musicalmente, l'album comprende una combinazione di musica pop, reggae e ballata, e ha ricevuto recensioni contrastanti da parte dei critici musicali.

## Antefatti
Dopo un mese dall'uscita di Music of the Sun, Rihanna decise di rientrare negli studi di registrazione per lavorare a un secondo album. Quando cominciò la produzione del nuovo materiale, ebbe l'idea di lavorare con diversi artisti, quali Ne-Yo, Sean Paul, Cory Gunz, J-Status e Dwane Husbands (tutti questi artisti ricevettero piccole parti in alcune canzoni dell'album). Grazie all'aiuto di Ne-Yo, Stargate, Evan Rogers e Carl Sturken, la cantante compose buona parte dell'album.

## Descrizione
L'album si apre con SOS, un brano dance uptempo scritta da Evan Bogart e registrato in tre giorni. La canzone ha ricevuto recensioni positive dalla critica, definendolo "un brano club sexy". La canzone vede anche tre differenti video musicali. Due dei tre video, sono stati utilizzati per promuovere Agent Provocateur e Nike, e il video musicale ufficiale, il terzo, è stato diretto da Chris Applebaum. Kisses Don't Lie, seconda traccia dell'album, è stata scritta e prodotta da Evan Rogers e Carl Sturken ed è stato uno dei tre brani del disco in cui ha ricevuto l'accreditamento per lo iscritto. La canzone è stata scritta e registrata alle Barbados. Rihanna, in un'intervista, ha descritto questa canzone come un rock misto a reggae. Utilizza una miscela di elementi caraibici e chitarra elettrica e una ipnotica linea di basso. Unfaithful è una canzone acustica dove vengono utilizzati prevalentemente pianoforte e archi. La canzone è la terza traccia e il secondo singolo estratto dall'album ed è stata scritta da Ne-Yo. Rihanna ha voluto parlare di cose personali che le ragazze della sua età stavano vivendo. Rihanna, inoltre, ha detto che è una delle sue canzoni preferite dell'album. La quarta traccia, We Ride, è stata prodotta dagli Stargate. La canzone ha ricevuto recensioni contrastanti da parte della critica e non ha avuto un grande successo come gli altri singoli. Il video è stato diretto da Anthony Mandler.
Dem Haters, la quinta traccia, vede la collaborazione del connazionale Dwane Husbands. Il brano è stato prodotto da Carl Sturken e Evan Rogers. La sesta traccia, Final Goodbye, è una ballata mid-tempo contenente pezzi di chitarra acustica. Si passa a Break It Off, brano che vede la partecipazione di Sean Paul. Per registrare il brano, Rihanna è volata fino in Giamaica per registrarla e scriverla con Sean Paul. Crazy Little Thing Called Love è un altro brano in collaborazione con il rapper giamaicano J-Status. Selfish Girl è stata prodotta da Sturken Carl e Evan Rogers ed è la nona canzone dell'album contenente elementi reggae. Il decimo brano dell'album, PS (I'm Still Not Over You), è un pezzo Contemporary R&B. A Girl like Me, l'undicesima traccia, è un altro brano R&B anche se contiene elementi di reggae. La terza ballata dell'album, A Million Miles Away, è la dodicesima canzone dell'album. Ha ricevuto recensioni contrastanti da parte della critica. L'album si conclude con If It's Lovin' that You Want, Pt. 2, seguito dell'omonimo singolo presente nell'album precedente. Il brano presenta una collaborazione con il rapper statunitense Cory Gunz. A differenza dalla prima parte, in questo pezzo prevalgono elementi orientali e reggae-pop.
Si può nel complesso dire che A Girl like Me è un primo distacco da parte di Rihanna dal reggae, in favore del pop, genere molto più presente in questo album che nel precedente, dove l'elemento prevalente era il reggae.

## Promozione

### Singoli
SOS è il primo singolo estratto dall'album pubblicato ufficialmente il 7 marzo 2006. Questo singolo contiene campionamenti della canzone Tainted Love di Soft Cell. SOS è diventato primo singolo di Rihanna a raggiungere il primo posto della Billboard Hot 100. La canzone divenne anche un successo internazionale, raggiungendo la top five in Canada, Australia, Irlanda, Nuova Zelanda e Regno Unito. Unfaithful è stato pubblicato come secondo singolo estratto dall'album il 17 luglio 2006. La canzone raggiunto il successo commerciale, raggiungendo la posizione numero 6 della Billboard Hot 100, Tuttavia, a livello internazionale la canzone ha avuto un buon successo con un picco in cima alle classifiche in Portogallo, Canada e Svizzera, nonché di raggiungere la top ten in paesi come Nuova Zelanda, Irlanda e del Regno Unito. We Ride è stato pubblicato come terzo singolo estratto dall'album nel settembre 2006. La canzone è stata pubblicata alle radio statunitensi il 21 agosto 2006, ma non è stato un successo come i due precedenti singoli. Ha comunque raggiunto la vetta della Dance Club Songs e la top 10 in Nuova Zelanda e Finlandia.
Break It Off (con Sean Paul), è stato il quarto e ultimo singolo estratto dall'album, uscito nel dicembre 2006. La canzone ha raggiunto la posizione numero nove sulla Billboard Hot 100. Break It Off è stata una delle poche canzoni in molti anni a raggiungere la Top 10 della Billboard Hot 100 senza un video musicale.

### Tournée
A sostegno dell'album, la cantante ha intrapreso il suo primo tour da solista, pubblicizzato come Rihanna: Live in Concert Tour. Questo tour è composto da 36 spettacoli svolti interamente in Nord America ed è iniziato il 1º luglio 2006 per poi terminare il 29 settembre seguente. Rihanna ha continuato la promozione di quell'anno come ospite speciale delle Pussycat Dolls, di Jay-Z e dei Black Eyed Peas.

## Tracce
1. SOS – 4:00 (Ed Cobb, Jonathan Rotem, Evan Bogart)
2. Kisses Don't Lie – 3:53 (Evan Rogers, Carl Sturken, Robyn Fenty)
3. Unfaithful – 3:48 (Tor Erik Hermansen, Mikkel S. Eriksen, Shaffer Smith)
4. We Ride – 3:56 (Makeba Riddick, Tor Erik Hermansen, Mikkel S. Eriksen)
5. Dem Haters (feat. Dwane Husbands) – 3:52 (Evan Rogers, Carl Sturken, M. Hallim, V. Morgan, Michael Flowers, Aion Clarke)
6. Final Goodbye – 3:14 (Curtis Richardson, Luke McMaster, Charlene Gilliam)
7. Break It Off (feat. Sean Paul) – 3:34 (Donovan Bennett, K. Ford, Sean Paul Henriques, Robyn Fenty)
8. Crazy Little Thing Called Love (feat. J-Status) – 3:23 (Evan Rogers, Carl Sturken, A. Thompson, D. Virgo, A. Barwise, B. Barwise, O. Stewart)
9. Selfish Girl – 3:38 (Evan Rogers, Carl Sturken)
10. P.S. (I'm Still Not Over You) – 4:11 (Evan Rogers, Carl Sturken)
11. A Girl like Me – 4:18 (Evan Rogers, Carl Sturken, Robyn Fenty)
12. A Million Miles Away – 4:11 (Evan Rogers, Carl Sturken)

Tracce bonus nell'edizione internazionale
1. If It's Lovin' that You Want, Pt. 2 (feat. Cory Gunz) – 4:08 (Jean Claude Oliver, Samuel Barnes, Alaxsander Mosely, Scott Larock, Lawrence Parker, Makeba Riddick)
2. Pon de Replay (Full Phatt Remix) – 4:04 (Alisha Brooks, Vada Nobles, Evan Rogers, Carl Sturken)

Tracce bonus nell'edizione giapponese
1. If It's Lovin' that You Want, Pt. 2 (feat. Cory Gunz) – 4:08
2. Who Ya Gonna Run To? – 4:04 (Evan Rogers, Carl Sturken, Robyn Fenty)
3. Pon de Replay (Full Phatt Remix) – 3:21
4. Coulda Been the One – 3:38 (Evan Rogers, Carl Sturken)

Tracce bonus nell'edizione di iTunes
1. If It's Lovin' that You Want, Pt. 2 (feat. Cory Gunz) – 4:08
2. SOS (Nevin's Electrotek Club Mix) – 7:10
3. SOS (Nevin's Glam Club Mix) – 7:46
4. SOS (Nevin's Future Retro Club Mix) – 8:14

## Successo commerciale
A Girl like Me ha debuttato alla quinta posizione della Billboard 200 vendendo 115 000 copie nella sua prima settimana, quasi il doppio rispetto all'album di debutto Music of the Sun che ha venduto 69 000 nella sua prima settimana.  L'album è stato certificato disco di platino negli Stati Uniti d'America, avendo venduto, al 23 luglio 2010, 1 330 000 copie. L'album ha debuttato in sesta posizione in Irlanda dove è stato certificato doppio disco di platino. Ha inoltre debuttato in sesta posizione nel Regno Unito, dove ha raggiunto il picco di vendite con l'uscita del singolo Unfaithful che ha venduto 400 000 copie nel solo Regno Unito. Nel 2006 l'album si è piazzato alla ventesima posizione degli album più venduti nel mondo.

## Classifiche

### Classifiche settimanali
| Classifica (2006) | Posizione massima |
| ----------------- | ----------------- |
| Australia         | 9                 |
| Austria           | 21                |
| Belgio (Fiandre)  | 10                |
| Belgio (Vallonia) | 21                |
| Canada            | 1                 |
| Danimarca         | 19                |
| Finlandia         | 30                |
| Francia           | 18                |
| Germania          | 13                |
| Giappone          | 4                 |
| Irlanda           | 5                 |
| Italia            | 36                |
| Norvegia          | 28                |
| Nuova Zelanda     | 7                 |
| Paesi Bassi       | 14                |
| Portogallo        | 13                |
| Regno Unito       | 5                 |
| Spagna            | 81                |
| Stati Uniti       | 5                 |
| Svezia            | 29                |
| Svizzera          | 6                 |
| Ungheria          | 3                 |

### Classifiche di fine anno
| Classifica (2006) | Posizione |
| ----------------- | --------- |
| Australia         | 56        |
| Belgio (Fiandre)  | 59        |
| Belgio (Vallonia) | 77        |
| Francia           | 56        |
| Germania          | 51        |
| Paesi Bassi       | 96        |
| Regno Unito       | 45        |
| Stati Uniti       | 49        |
| Svizzera          | 34        |